# Abdoul Mbaye
Abdoul Mbaye (Dacar, 13 de abril de 1953) é um político senegalês.
Mbaye estudou na Universidade de Dakar, HEC Paris e na Universidade Paris 1 Panthéon-Sorbonne. Depois de terminar os estudos, trabalhou no Banco Central da África Ocidental desde 1976. Mbaye foi primeiro-ministro do Senegal no governo do presidente Macky Sall desde 5 de abril de 2012, sucedendo a Souleymane Ndéné Ndiaye. Ele foi libertado em 1º de setembro de 2013.